# Sharp PC-1500
Sharp PC-1500 (PC-1500 / PC-1500A) је био џепни рачунар фирме Шарп (Sharp) који је почео да се производи у Јапану од 1981. године.
Користио је 8-битни CMOS LH 5801 као микропроцесор. РАМ меморија рачунара је имала капацитет од PC-1500: 3,5 KB - PC-1500A: 8,5 kB. 

## Детаљни подаци
Детаљнији подаци о рачунару PC-1500 су дати у табели испод.
|                       |                                                                    |
| [ 1 ]                 |                                                                    |
| Произвођач            | Шарп                                                               |
| Тип                   | џепни рачунар                                                      |
| Меморија              | PC-1500: 3,5 - PC-1500A: 8,5 kB                                    |
| Поријекло             | Јапан                                                              |
| Година                | 1981                                                               |
| Тастатура             | 65 тастера, QWERTY калкулаторски тип са нумеричким падом           |
| Процесор              | 8-битни                                                            |
| Фреквенција процесора | 1,3                                                                |
| RAM                   | PC-1500: 3,5 - PC-1500A: 8,5 kB                                    |
| ROM                   | 16 KB                                                              |
| Текст                 | 1 линија x 26 знакова (монитор са текућим кристалом)               |
| Графика               | 7 x 156 пиксела                                                    |
| Боја                  | једна боја                                                         |
| Звук                  | 1-канални мали звучник, са контролом из Бејсика                    |
| Димензије             | 19,5 (ширина) x 8,6 (дубина) x 2,55 (висина) / 375 (са батеријама) |
| Портови               |                                                                    |
| Оперативни систем     |                                                                    |